# Rosalie Duthé
Catherine Rosalie Gérard, známá jako Rosalie Duthé (23. listopadu 1748 – 25. září 1830) byla francouzská kurtizána. Díky svým stykům s francouzskými králi a evropskou šlechtou získala značné jmění a kvůli odmlkám v řeči také označení za první oficiální „hloupou blondýnu.“ Duthé byla vyhledávanou modelkou pro portréty, včetně aktů, z nichž mnohé jsou dodnes součástí muzejních a soukromých sbírek.

## Život
Rosalie Duthé se narodila v roce 1748 a byla svěřena na výchovu do kláštera. Po odchodu z kláštera se Duthé stala milenkou anglického finančníka George Wyndhama, hraběte z Egremontu (1751–1837), o kterém se říkalo, že ho „zruinovala.“ Následně se stala tanečnicí v baletu pařížské opery a udržovala vztahy s různými šlechtici, mezi něž patřili vévoda z Durfortu, markýz z Genlis, pozdější král Karel X. a také jeho bratra Ludvík Filip, vévoda Orleánský.
Ludvík Filip později dohodil tehdy již čtyřicetiletou, ale stále žádanou Duthé, svému patnáctiletému synovi Filipovi (budoucímu králi Ludvíku Filipovi I.), aby „poznal některé aspekty života.“

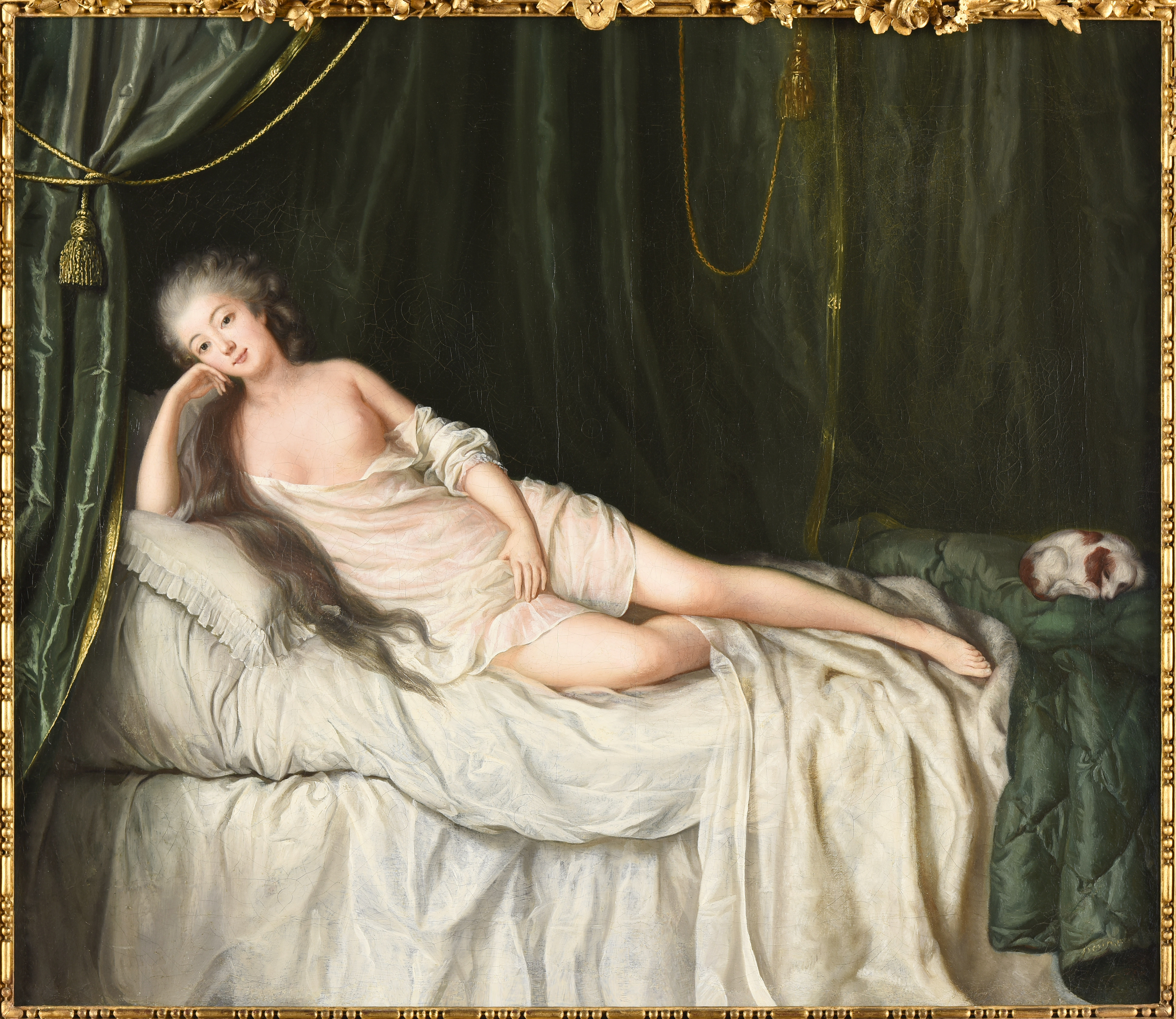
Rosalie Duthe

V pařížské společnosti si Duthé vytvořila specifickou pověst kvůli tomu, že měl ve zvyku dělat delší pauzy, než promluvila. Působila proto pošetile a hloupě. To inspirovalo jednoaktovou satiru s názvem Les Curiosités de la Foire (1775), která „bavila Paříž celé týdny.“ Hra Duthé natolik rozrušila, že slíbila políbit kohokoliv, kdo jí obnoví čest; tato nabídka však zůstala bez odezvy.
Během Velké francouzské revoluce kritizovala popravy aristokratů a nakonec se raději sama stáhla do Anglie. Vrátila se, až když ji úřady francouzské označily za emigratnku a zabavily jí část majetku, aby tuto záležitost urovnala.
Zemřela v roce 1830 a byla pohřbena na francouzské hřbitově Père-Lachaise.

## Odkaz
Je jí připisováno autorství autobiografie Galanteries d'une Demoiselle du Monde ou Souvénirs de Mlle. Duthé (1833), ačkoli je za oficiálního autora označován baron Lamothe-Langon, který ji osobně znal.